# Akvamanil

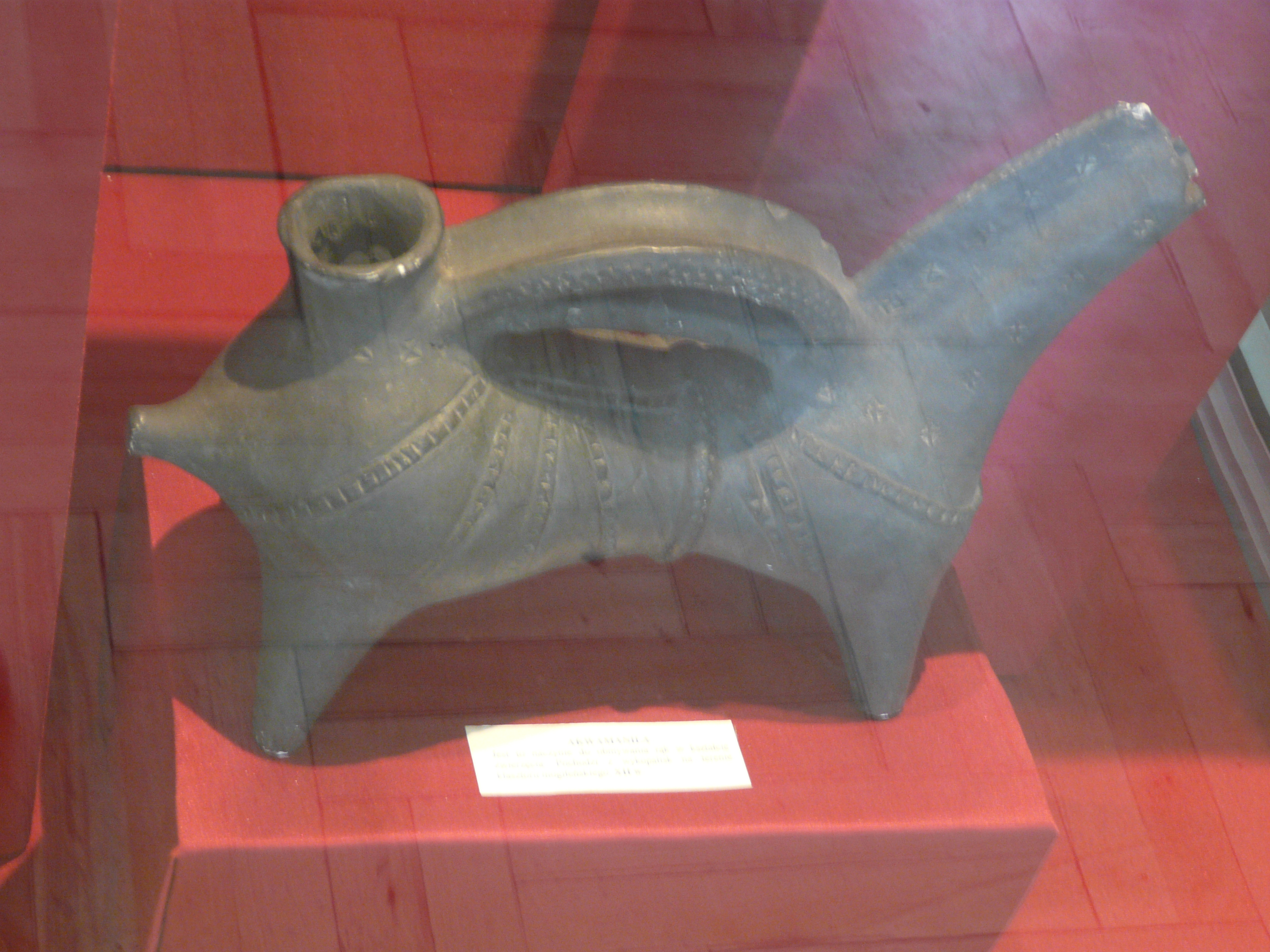
Akvamanil

Akvamanil är en liten kanna för liturgisk handtvagning, lavabo, i den katolska mässan. Det är vanligt att akvamanilen har formen av ett lejon med pip i munnen.
Ordets etymologi är komplicerad. Akvamanil kommer av det senlatinska aquaemanalis "handfat", "tvättkärl", som i sin tur härleds ur lat. aqua "vatten" samt manus "hand" eller mano "flyta", "strömma".

## Historik
Akvamanil var vanlig under den äldre medeltiden men ersattes senare av andra kärl. I Skandinavien finns vackra exemplar bevarade från 1200-talet som ofta har formen av ett lejon med pip i munnen och ett kräldjur som handtag.